# 黑帶擬雀鯛
黑帶擬雀鯛，為鱸形目鱸亞目擬雀鯛科的其中一種，為熱帶海水魚，分布於西印度洋波斯灣東部、荷莫茲海峽至阿曼灣海域，深度0-12公尺，本魚體延長而側扁，體中央具有一條深色縱向寬橫帶，體上半部淡褐色；下半部銀白色，體長可達9公分，棲息在潮間帶、珊瑚礁區，生活習性不明。

## 擴展閱讀
維基物種上的相關：黑帶擬雀鯛